# Bureau d'études thermiques
 (mars 2023).
Si vous disposez d'ouvrages ou d'articles de référence ou si vous connaissez des sites web de qualité traitant du thème abordé ici, merci de compléter l'article en donnant les références utiles à sa vérifiabilité et en les liant à la section « Notes et références ».
Le bureau d’études thermiques est le lieu où sont conduites les études ayant pour but de faire état et de proposer une optimisation des dépenses énergétiques d’un bâtiment dues aux dissipations thermiques. Les compétences d’un tel bureau d’études vont de l’audit énergétique au conseil aux maîtres d’ouvrages, en passant par le choix de techniques et de matériaux. Il est qualifié pour réaliser le suivi énergétique de sites et réaliser des simulations visant au dimensionnement des installations de chauffage, ventilation et conditionnement d’air.

## Domaines d'économies d'énergie dans le bâtiment
- Isolation thermique
- chauffage
- Ventilation mécanique contrôlée